# Tsjernihivska (metrostation)
Tsjernihivska (Oekraïens: Чернігівська, ⓘ) is een station van de metro van Kiev. Het station werd geopend op 4 november 1968 en was elf jaar lang het oostelijke eindpunt van de Svjatosjynsko-Brovarska-lijn. Het metrostation bevindt zich op de linkeroever van de Dnjepr. Van zijn opening tot 1991 droeg het station de naam Komsomolska ("Komsomol").
Station Tsjernihivska ligt parallel aan de Brovarskyj prospekt (Brovarylaan), deels bovengronds, deels onder een viaduct waarover Tsjervonohvardiejska voelytsja (Rode Gardestraat) loopt. Boven het eilandperron bevinden zich twee toegangsgebouwen van glas en aluminium. De paden leidend naar de ingangen doen tegelijkertijd dienst als perronoverkapping. Ten zuiden van het spoor in oostelijke richting is een nu ongebruikt perron aanwezig, waar passagiers uit dienden te stappen toen Tsjernihivska nog een eindstation was.